# Ono San Pietro
Ono San Pietro (lombardul: Dò) település Olaszországban, Lombardia régióban, Brescia megyében. Lakosainak száma 965 fő (2023. január 1.). Ono San Pietro Capo di Ponte, Ceto, Cerveno és Paisco Loveno községekkel határos.

## Népesség
A település lakossága az elmúlt években az alábbi módon változott:
| Lakosok száma | 974  | 972  | 965  |
|               | 2017 | 2018 | 2023 |